# Velká cena Francie silničních motocyklů 2008
Velká cena Francie se uskutečnila od 16.-18. května, 2008 na okruhu Bugatti Circuit.

## MotoGP
Šampionát začíná nabírat na dramatičnosti poté, co se exmistru světa Valentinu Rossimu podařilo vyhrát závod v Číně a stát se tak čtvrtým vítězem ve čtvrtém závodě letošní sezóny. Prolomil tak smolnou sérii sedmi závodů v nichž ani jednou nevyhrál. Casey Stoner sice dokončil na stupních vítězů,ale ztráta kterou měl v cíli byla příliš veliká a proto nebyl takový důvod ke spokojenosti jak se mohlo zdát. V Le Mans by mělo podle vedení italské továrny dojít ze strany Ducati ke zlepšení. Loňské prvenství z Francie bude obhajovat Australan Chris Vermeulen na Suzuki. Japonská továrna však zatím nedokázala navázat na loňské stabilně vyrovnané výkony.
Jorge Lorenzo se i přes zranění které si způsobil ve volném tréninku na Velkou cenu Číny postaví na start v Le Mans. Dvojnásobný mistr světa ve třídě 250 cc ale potvrdil,že nebude ve Francii ve 100% formě.
Jak Rossi tak tým Fiat Yamaha potvrdil zájem na prodloužení dosavadní smlouvy. Loňská sezóna nebyla pro tým Fiat Yamaha a Valentina Rossiho ideální a proto se objevily spekulace o možném přestupu do týmů Ducati nebo Kawasaki. Zatím se ovšem jeví jako nejpravděpodobnější varianta setrvání u Yamahy.

### Kvalifikace
| *                                                 | *                                                | *                                               |
| _______1_______ Daniel Pedrosa Honda 1:32.647     |                                                  |                                                 |
|                                                   | _______2_______ Colin Edwards Yamaha 1:32.774    |                                                 |
|                                                   |                                                  | _______3_______ Casey Stoner Ducati 1:32.994    |
| _______4_______ Valentino Rossi Yamaha 1:33.157   |                                                  |                                                 |
|                                                   | _______5_______ Jorge Lorenzo Yamaha 1:33.269    |                                                 |
|                                                   |                                                  | _______6_______ Nicky Hayden Honda 1:33.286     |
| _______7_______ James Toseland Yamaha 1:33.396    |                                                  |                                                 |
|                                                   | _______8_______ Chris Vermeulen Suzuki 1:33.440  |                                                 |
|                                                   |                                                  | _______9_______ John Hopkins Kawasaki 1:33.628  |
| _______10_______ Andrea Dovizioso Honda 1:33.689  |                                                  |                                                 |
|                                                   | _______11_______ Loris Capirossi Suzuki 1:33.707 |                                                 |
|                                                   |                                                  | _______12_______ Randy de Puniet Honda 1:33.723 |
| _______13_______ Shinya Nakano Honda 1:34.077     |                                                  |                                                 |
|                                                   | _______14_______ Toni Elias Ducati 1:34.561      |                                                 |
|                                                   |                                                  | _______15_______ Alex de Angelis Honda 1:34.670 |
| _______16_______ Sylvain Guintoli Ducati 1:34.747 |                                                  |                                                 |
|                                                   | _______17_______ Marco Melandri Ducati 1:35.081  |                                                 |
|                                                   |                                                  | _______18_______ Anthony West Kawasaki 1:35.349 |
| ------------------------------------------------- | ------------------------------------------------ | ----------------------------------------------- |

### Závod
| Pozice | #  | Jezdec           | Stroj    | Kola | Čas       | Rošt | Body |
| ------ | -- | ---------------- | -------- | ---- | --------- | ---- | ---- |
| 1      | 46 | Valentino Rossi  | Yamaha   | 28   | 44:30.799 | 4    | 25   |
| 2      | 48 | Jorge Lorenzo    | Yamaha   | 28   | +4.997    | 5    | 20   |
| 3      | 5  | Colin Edwards    | Yamaha   | 28   | +6.805    | 2    | 16   |
| 4      | 2  | Daniel Pedrosa   | Honda    | 28   | +10.157   | 1    | 13   |
| 5      | 7  | Chris Vermeulen  | Suzuki   | 28   | +21.762   | 8    | 11   |
| 6      | 4  | Andrea Dovizioso | Honda    | 28   | +22.395   | 10   | 10   |
| 7      | 65 | Loris Capirossi  | Suzuki   | 28   | +27.806   | 11   | 9    |
| 8      | 69 | Nicky Hayden     | Honda    | 28   | +27.995   | 6    | 8    |
| 9      | 14 | Randy de Puniet  | Honda    | 28   | +29.344   | 12   | 7    |
| 10     | 56 | Shinya Nakano    | Honda    | 28   | +30.822   | 13   | 6    |
| 11     | 24 | Toni Elias       | Ducati   | 28   | +35.154   | 14   | 5    |
| 12     | 15 | Alex de Angelis  | Honda    | 28   | +36.216   | 15   | 4    |
| 13     | 50 | Sylvain Guintoli | Ducati   | 28   | +52.038   | 16   | 3    |
| 14     | 13 | Anthony West     | Kawasaki | 28   | +1.29.307 | 18   | 2    |
| 15     | 33 | Marco Melandri   | Ducati   | 27   | +1 kolo   | 17   | 1    |
| 16     | 1  | Casey Stoner     | Ducati   | 26   | +2 kola   | 3    |      |
| Ret    | 21 | John Hopkins     | Kawasaki | 16   | Porucha   | 9    |      |
| Ret    | 52 | James Toseland   | Yamaha   | 2    | Nehoda    | 7    |      |

### Průběžná klasifikace jezdců a týmů
| Pos | #  | Jezdec           | Stroj  | Body |
| --- | -- | ---------------- | ------ | ---- |
| 1   | 46 | Valentino Rossi  | Yamaha | 97   |
| 2   | 48 | Jorge Lorenzo    | Yamaha | 94   |
| 3   | 2  | Daniel Pedrosa   | Honda  | 94   |
| 4   | 1  | Casey Stoner     | Ducati | 56   |
| 5   | 5  | Colin Edwards    | Yamaha | 47   |
| 6   | 65 | Loris Capirossi  | Suzuki | 42   |
| 7   | 69 | Nicky Hayden     | Honda  | 37   |
| 8   | 4  | Andrea Dovizioso | Honda  | 36   |
| 9   | 52 | James Toseland   | Yamaha | 33   |
| 10  | 56 | Shinya Nakano    | Honda  | 28   |

| Pos | Tým                     | Továrna  | Body |
| --- | ----------------------- | -------- | ---- |
| 1   | Fiat Yamaha Team        | Yamaha   | 191  |
| 2   | Repsol Honda Team       | Honda    | 131  |
| 3   | Ducati Marlboro Team    | Ducati   | 80   |
| 4   | Tech 3 Yamaha           | Yamaha   | 80   |
| 5   | Rizla Suzuki MotoGP     | Suzuki   | 67   |
| 6   | San Carlo Honda Gresini | Honda    | 39   |
| 7   | JiR Team Scot MotoGP    | Honda    | 31   |
| 8   | Kawasaki Racing Team    | Kawasaki | 31   |
| 9   | Alice Team              | Ducati   | 27   |
| 10  | LCR Honda MotoGP        | Honda    | 18   |

| Pos | Továrna  | Body |
| --- | -------- | ---- |
| 1   | Yamaha   | 115  |
| 2   | Honda    | 94   |
| 3   | Ducati   | 61   |
| 4   | Suzuki   | 45   |
| 5   | Kawasaki | 28   |

## 250cc

### Kvalifikace
| *                                                  | *                                                | *                                                | *                                                   |
| _______1_______ Alex Debon Aprilia 1:38.478        |                                                  |                                                  |                                                     |
|                                                    | _______2_______ Alvaro Bautista Aprilia 1:38.479 |                                                  |                                                     |
|                                                    |                                                  | _______3_______ Marco Simoncelli Gilera 1:38.567 |                                                     |
|                                                    |                                                  |                                                  | _______4_______ Thomas Lüthi Aprilia 1:38.648       |
| _______5_______ Mattia Pasini Aprilia 1:38.788     |                                                  |                                                  |                                                     |
|                                                    | _______6_______ Mika Kallio KTM 1:38.790         |                                                  |                                                     |
|                                                    |                                                  | _______7_______ Julian Simon KTM 1:39.051        |                                                     |
|                                                    |                                                  |                                                  | _______8_______ Manuel Poggiali Gilera 1:39.064     |
| _______9_______ Aleix Espargaro Aprilia 1:39.184   |                                                  |                                                  |                                                     |
|                                                    | _______10_______ Hiroshi Aoyama KTM 1:39.197     |                                                  |                                                     |
|                                                    |                                                  | _______11_______ Hector Barbera Aprilia 1:39.312 |                                                     |
|                                                    |                                                  |                                                  | _______12_______ Yuki Takahashi Honda 1:39.446      |
| _______13_______ Hector Faubel Aprilia 1:39.450    |                                                  |                                                  |                                                     |
|                                                    | _______14_______ Fabrizio Lai Gilera 1:39.724    |                                                  |                                                     |
|                                                    |                                                  | _______15_______ Lukáš Pešek Aprilia 1:39.798    |                                                     |
|                                                    |                                                  |                                                  | _______16_______ Ratthapark Wilairot Honda 1:39.924 |
| _______17_______ Roberto Locatelli Gilera 1:40.171 |                                                  |                                                  |                                                     |
|                                                    | _______18_______ Eugene Laverty Aprilia 1:40.325 |                                                  |                                                     |
|                                                    |                                                  | _______19_______ Karel Abraham Aprilia 1:40.455  |                                                     |
|                                                    |                                                  |                                                  | _______20_______ Federico Sandi Aprilia 1:40.595    |
| _______21_______ Alex Baldolini Aprilia 1:40.605   |                                                  |                                                  |                                                     |
|                                                    | _______22_______ Imre Toth Aprilia 1:41.365      |                                                  |                                                     |
|                                                    |                                                  | _______23_______ Russel Gomez Aprilia 1:42.820   |                                                     |
|                                                    |                                                  |                                                  | _______24_______ Doni Tata Pradita Yamaha 1:42.847  |
| -------------------------------------------------- | ------------------------------------------------ | ------------------------------------------------ | --------------------------------------------------- |

### Závod
| Pozice | #  | Jezdec              | Stroj   | Kola | Čas       | Rošt | Body |
| ------ | -- | ------------------- | ------- | ---- | --------- | ---- | ---- |
| 1      | 6  | Alex Debon          | Aprilia | 26   | 47:27.406 | 1    | 25   |
| 2      | 58 | Marco Simoncelli    | Gilera  | 26   | +4.816    | 3    | 20   |
| 3      | 75 | Mattia Pasini       | Aprilia | 26   | +4.998    | 5    | 16   |
| 4      | 72 | Yuki Takahashi      | Honda   | 26   | +5.770    | 12   | 13   |
| 5      | 36 | Mika Kallio         | KTM     | 26   | +6.197    | 6    | 11   |
| 6      | 54 | Manuel Poggiali     | Gilera  | 26   | +6.474    | 8    | 10   |
| 7      | 4  | Hiroshi Aoyama      | KTM     | 26   | +14.909   | 10   | 9    |
| 8      | 60 | Julian Simon        | KTM     | 26   | +17.526   | 7    | 8    |
| 9      | 41 | Aleix Espargaro     | Aprilia | 26   | +32.925   | 9    | 7    |
| 10     | 55 | Hector Faubel       | Aprilia | 26   | +36.719   | 13   | 6    |
| 11     | 12 | Thomas Lüthi        | Aprilia | 26   | +48.968   | 4    | 5    |
| 12     | 21 | Hector Barbera      | Aprilia | 26   | +56.837   | 11   | 4    |
| 13     | 15 | Roberto Locatelli   | Gilera  | 26   | +57.827   | 17   | 3    |
| 14     | 19 | Alvaro Bautista     | Aprilia | 26   | +1:05.407 | 2    | 2    |
| 15     | 14 | Ratthapark Wilairot | Honda   | 26   | +1:24.336 | 16   | 1    |
| 16     | 25 | Alex Baldolini      | Aprilia | 26   | +1:24.577 | 21   |      |
| 17     | 90 | Federico Sandi      | Aprilia | 25   | +1 kolo   | 20   |      |
| 18     | 10 | Imre Toth           | Aprilia | 25   | +1 kolo   | 22   |      |
| 19     | 7  | Russel Gomez        | Aprilia | 25   | +1 kolo   | 23   |      |
| Ret    | 17 | Karel Abraham       | Aprilia | 24   | Nehoda    | 19   |      |
| Ret    | 45 | Doni Tata Pradita   | Yamaha  | 24   | Nehoda    | 24   |      |
| Ret    | 52 | Lukáš Pešek         | Aprilia | 21   | Porucha   | 15   |      |
| Ret    | 32 | Fabrizio Lai        | Gilera  | 13   | Porucha   | 14   |      |
| Ret    | 50 | Eugene Laverty      | Aprilia | 11   | Nehoda    | 18   |      |

### Průběžná klasifikace jezdců a továren
| Pos | #  | Jezdec           | Stroj   | Body |
| --- | -- | ---------------- | ------- | ---- |
| 1   | 36 | Mika Kallio      | KTM     | 93   |
| 2   | 75 | Mattia Pasini    | Aprilia | 77   |
| 3   | 6  | Alex Debon       | Aprilia | 59   |
| 4   | 72 | Yuki Takahashi   | Honda   | 59   |
| 5   | 58 | Marco Simoncelli | Gilera  | 53   |
| 6   | 4  | Hiroshi Aoyama   | KTM     | 53   |
| 7   | 21 | Hector Barbera   | Aprilia | 53   |
| 8   | 19 | Alvaro Bautista  | Aprilia | 41   |
| 9   | 41 | Aleix Espargaro  | Aprilia | 33   |
| 10  | 60 | Julian Simon     | KTM     | 31   |

| Pos | Továrna | Body |
| --- | ------- | ---- |
| 1   | Aprilia | 111  |
| 2   | KTM     | 93   |
| 3   | Gilera  | 69   |
| 4   | Honda   | 59   |
| 5   | Yamaha  | 1    |

## 125cc

### Kvalifikace
| *                                                | *                                                   | *                                                  | *                                                     |
| _______1_______ Sergio Gadea Aprilia 1:43.515    |                                                     |                                                    |                                                       |
|                                                  | _______2_______ Bradley Smith Aprilia 1:43.540      |                                                    |                                                       |
|                                                  |                                                     | _______3_______ Stefan Bradl Aprilia 1:43.710      |                                                       |
|                                                  |                                                     |                                                    | _______4_______ Simone Corsi Aprilia 1:43.711         |
| _______5_______ Sandro Cortese Aprilia 1:43.811  |                                                     |                                                    |                                                       |
|                                                  | _______6_______ Mike Di Meglio Derbi 1:43.956       |                                                    |                                                       |
|                                                  |                                                     | _______7_______ Nicolas Terol Aprilia 1:44.116     |                                                       |
|                                                  |                                                     |                                                    | _______8_______ Gábor Talmácsi Aprilia 1:44.210       |
| _______9_______ Esteve Rabat KTM 1:44.344        |                                                     |                                                    |                                                       |
|                                                  | _______10_______ Pol Espargaro Derbi 1:44.485       |                                                    |                                                       |
|                                                  |                                                     | _______11_______ Joan Olive Derbi 1:44.532         |                                                       |
|                                                  |                                                     |                                                    | _______12_______ Scott Redding Aprilia 1:44.793       |
| _______13_______ Stevie Bonsey Aprilia 1:44.852  |                                                     |                                                    |                                                       |
|                                                  | _______14_______ Tomoyoshi Koyama KTM 1:44.864      |                                                    |                                                       |
|                                                  |                                                     | _______15_______ Danny Webb Aprilia 1:44.874       |                                                       |
|                                                  |                                                     |                                                    | _______16_______ Michael Ranseder Aprilia 1:44.893    |
| _______17_______ Raffaele de Rosa KTM 1:44.945   |                                                     |                                                    |                                                       |
|                                                  | _______18_______ Andrea Iannone Aprilia 1:45.006    |                                                    |                                                       |
|                                                  |                                                     | _______19_______ Alexis Masbou Loncin 1:45.152     |                                                       |
|                                                  |                                                     |                                                    | _______20_______ Marc Marquez KTM 1:45.250            |
| _______21_______ Stefano Bianco Aprilia 1:45.268 |                                                     |                                                    |                                                       |
|                                                  | _______22_______ Takaaki Nakagami Aprilia 1:45.273  |                                                    |                                                       |
|                                                  |                                                     | _______23_______ Lorenzo Zanetti KTM 1:45.361      |                                                       |
|                                                  |                                                     |                                                    | _______24_______ Efren Vazquez Aprilia 1:45.454       |
| _______25_______ Pablo Nieto KTM 1:45.541        |                                                     |                                                    |                                                       |
|                                                  | _______26_______ Hugo van den Berg Aprilia 1:45.864 |                                                    |                                                       |
|                                                  |                                                     | _______27_______ Dominique Aegerter Derbi 1:46.015 |                                                       |
|                                                  |                                                     |                                                    | _______28_______ Robert Muresan Aprilia 1:46.140      |
| _______29_______ Pere Tutusaus Aprilia 1:46.416  |                                                     |                                                    |                                                       |
|                                                  | _______30_______ Randy Krummenacher KTM 1:46.569    |                                                    |                                                       |
|                                                  |                                                     | _______31_______ Steven Le Coquen Honda 1:46.645   |                                                       |
|                                                  |                                                     |                                                    | _______32_______ Cyril Carrillo Honda 1:47.185        |
| _______33_______ Robin Lasser Aprilia 1:47.259   |                                                     |                                                    |                                                       |
|                                                  | _______34_______ Louis Rossi Honda 1:47.330         |                                                    |                                                       |
|                                                  |                                                     | _______35_______ Gioele Pellino Loncin 1:47.371    |                                                       |
|                                                  |                                                     |                                                    | _______36_______ Roberto Lacalendola Aprilia 1:47.854 |
| _______37_______ Valentin Debise KTM 1:48.298    |                                                     |                                                    |                                                       |
|                                                  | _______38_______ Tobias Siegert Aprilia 1:50.021    |                                                    |                                                       |
| ------------------------------------------------ | --------------------------------------------------- | -------------------------------------------------- | ----------------------------------------------------- |

### Závod
| Pozice                            | #  | Jezdec              | Stroj   | Kola | Čas         | Rošt* | Body |
| --------------------------------- | -- | ------------------- | ------- | ---- | ----------- | ----- | ---- |
| 1                                 | 63 | Mike Di Meglio      | Derbi   | 5    | 10:08.574   | 5     | 25   |
| 2                                 | 38 | Bradley Smith       | Aprilia | 5    | +0.800      | 9     | 20   |
| 3                                 | 18 | Nicolas Terol       | Aprilia | 5    | +3.077      | 2     | 16   |
| 4                                 | 44 | Pol Espargaro       | Derbi   | 5    | +10.407     | 8     | 13   |
| 5                                 | 29 | Andrea Iannone      | Aprilia | 5    | +11.697     | 14    | 11   |
| 6                                 | 17 | Stefan Bradl        | Aprilia | 5    | +11.881     | 3     | 10   |
| 7                                 | 8  | Lorenzo Zanetti     | KTM     | 5    | +16.372     | 18    | 9    |
| 8                                 | 6  | Joan Olive          | Derbi   | 5    | +16.545     | 1     | 8    |
| 9                                 | 35 | Raffaele de Rosa    | KTM     | 5    | +19.163     | 19    | 7    |
| 10                                | 34 | Randy Krummenacher  | KTM     | 5    | +22.391     | 20    | 6    |
| 11                                | 11 | Sandro Cortese      | Aprilia | 5    | +22.847     | 15    | 5    |
| 12                                | 30 | Pere Tutusaus       | Aprilia | 5    | +23.195     | 21    | 4    |
| 13                                | 24 | Simone Corsi        | Aprilia | 5    | +23.553     | 6     | 3    |
| 14                                | 1  | Gábor Talmácsi      | Aprilia | 5    | +23.695     | 4     | 2    |
| 15                                | 5  | Alexis Masbou       | Loncin  | 5    | +24.240     | 17    | 1    |
| 16                                | 73 | Takaaki Nakagami    | Aprilia | 5    | +26.196     | 11    |      |
| 17                                | 12 | Esteve Rabat        | KTM     | 5    | +26.411     | 7     |      |
| 18                                | 19 | Roberto Lacalendola | Aprilia | 5    | +26.895     | 24    |      |
| 19                                | 69 | Louis Rossi         | Honda   | 5    | +27.446     | 22    |      |
| 20                                | 33 | Sergio Gadea        | Aprilia | 5    | +31.829     | 10    |      |
| 21                                | 99 | Danny Webb          | Aprilia | 5    | +34.810     | 13    |      |
| 22                                | 95 | Roberto Muresan     | Aprilia | 5    | +35.190     | 27    |      |
| 23                                | 77 | Dominique Aegerter  | Derbi   | 5    | +47.840     | 29    |      |
| Ret                               | 60 | Michael Ranseder    | Aprilia | 4    | Porucha     | 12    |      |
| Ret                               | 21 | Robin Lasser        | Aprilia | 2    | Nehoda      | 25    |      |
| Ret                               | 52 | Steven Le Coquen    | Honda   | 1    | Nehoda      | 23    |      |
| Ret                               | 61 | Gioele Pellino      | Loncin  | 1    | Nehoda      | 26    |      |
| Ret                               | 27 | Stefano Bianco      | Aprilia | 0    | Nehoda      | 16    |      |
| Ret                               | 41 | Tobias Siegert      | Aprilia | 0    | Nenastoupil | 28    |      |
| Nedokončili po první části závodu |    |                     |         |      |             |       |      |
| Ret                               | 36 | Cyril Carrillo      | Honda   | 11   | Porucha     | 32    |      |
| Ret                               | 51 | Stevie Bonsey       | Aprilia | 10   | Nehoda      | 13    |      |
| Ret                               | 7  | Efren Vazquez       | Aprilia | 7    | Porucha     | 24    |      |
| Ret                               | 93 | Marc Marquez        | KTM     | 5    | Kolize      | 20    |      |
| Ret                               | 45 | Scott Redding       | Aprilia | 5    | Kolize      | 12    |      |
| Ret                               | 71 | Tomoyoshi Koyama    | KTM     | 7    | Nehoda      | 14    |      |
| Ret                               | 56 | Hugo van den Berg   | Aprilia | 0    | Kolize      | 26    |      |
| Ret                               | 22 | Pablo Nieto         | KTM     | 0    | Porucha     | 25    |      |
| Ret                               | 53 | Valentin Debise     | Honda   | 0    | Nenastoupil |       |      |

* pořadí ve kterém se jezdci postavili na start do druhé části závodu

### Průběžné pořadí jezdců a týmů
| Pos | #  | Jezdec         | Stroj   | Body |
| --- | -- | -------------- | ------- | ---- |
| 1   | 63 | Mike Di Meglio | Derbi   | 74   |
| 2   | 18 | Nicolas Terol  | Aprilia | 66   |
| 3   | 24 | Simone Corsi   | Aprilia | 62   |
| 4   | 6  | Joan Olive     | Derbi   | 58   |
| 5   | 17 | Stefan Bradl   | Aprilia | 58   |
| 6   | 29 | Andrea Iannone | Aprilia | 43   |
| 7   | 44 | Pol Espargaro  | Derbi   | 39   |
| 8   | 38 | Bradley Smith  | Aprilia | 36   |
| 9   | 33 | Sergio Gadea   | Aprilia | 32   |
| 10  | 1  | Gábor Talmácsi | Aprilia | 32   |

| Pos | Továrna | Body |
| --- | ------- | ---- |
| 1   | Aprilia | 120  |
| 2   | Derbi   | 93   |
| 3   | KTM     | 27   |
| 4   | Loncin  | 1    |

| Předchozí Velká cena: Velká cena Číny 2008 | Mistrovství světa silničních motocyklů 2008 | Následující Velká cena: Velká cena Itálie 2008 |
| Předchozí ročník: Velká cena Francie 2007  | Velká cena Francie                          | Následující ročník: Velká cena Francie 2009    |